# Melkus RS 1000
El Melkus RS 1000 es un automóvil deportivo fabricado por la empresa de Alemania Oriental Melkus entre los años 1969 y 1979. Se construyeron un total de 101 unidades. Al contrario de lo que sucede con otros automóviles de la República Democrática Alemana, de este vehículo se conservan casi todas las unidades que se construyeron y es bastante apreciado. Inicialmente poseían una cilindrada de 992 cc., y luego se amplió a 1.119 cc.; su precio era de unos 30,000 marcos de Alemania del Este.